# Centrale thermique de Poolbeg
La centrale thermique de Poolbeg est une centrale thermique située près du port de Dublin en Irlande. La centrale possède une cheminée parmi les plus hautes en Irlande, avec une hauteur de 207,8 m.